# Польчаково
Польчаково — деревня в Кирилловском районе Вологодской области.
Входит в состав Чарозерского сельского поселения, с точки зрения административно-территориального деления — в Чарозерский сельсовет.
Расстояние по автодороге до районного центра Кириллова — 82,5 км, до центра муниципального образования Чарозера — 1,5 км. Ближайшие населённые пункты — Исаково, Тимофеево, Великий Двор, Подосеново, Чарозеро.
По переписи 2002 года население — 8 человек.